# Express de Round Rock
L'Express de Round Rock (en anglais : Round Rock Express) est une équipe de ligue mineure de baseball fondée en 1999 et basée à Round Rock (Texas). Affiliés depuis 2011 à la formation de MLB des Rangers du Texas, les Express jouent au niveau Triple-A en Pacific Coast League depuis 2005. De 2000 à 2004, Round Rock joue au niveau Double-A en Texas League.

## Histoire
L'Express évolue au Dell Diamond (11 688 places, dont 8688 assises) depuis le 16 avril 2000.
La franchise de l'Express passe de Double-A en Triple-A à la suite du rachat de l'équipe des Trappers d'Edmonton par les propriétaires de l'Express, le Ryans' group, menés par Nolan Ryan et ses deux fils. Round Rock prend la place d'Edmonton en Pacific Coast League en 2005. Au niveau des joueurs, quelques éléments de l'équipe de Double-A furent conservés.

## Palmarès
- Finaliste de la Pacific Coast League (AAA) : 2006
- Champion de la Texas League (AA) : 2000
- Finaliste de la Texas League (AA) : 2001, 2004

## Saisons des Express
| Texas League (AA)          |       |     |           |
| 2000                       | 83-57 | 1er | Champion  |
| 2001                       | 86-54 | 1er | Finaliste |
| 2002                       | 75-65 | 4e  | 1er tour  |
| 2003                       | 46-94 | 8e  |           |
| 2004                       | 86-54 | 1er | Finaliste |
| Pacific Coast League (AAA) |       |     |           |
| 2005                       | 74-70 | 7e  |           |
| 2006                       | 85-59 | 1er | Finaliste |

## Galerie

Logo de 2005 à 2010
Logo de 2011 à 2018
Logo depuis 2019